# Colleen Dewhurstová
Colleen Rose Dewhurstová, nepřechýleně Dewhurst (3. června 1924, Montreal, Kanada – 22. srpna 1991, South Salem, Spojené státy) byla americko-kanadská filmová, divadelní a televizní herečka známá jako královna „mimobrodwayské scény“ (Off Broadway).
Během své téměř čtyřicetileté herecké kariéry byla dvanáctkrát nominována na cenu Emmy a čtyřikrát tuto nominaci proměnila. Dále jí byly uděleny dvě divadelní ocenění Cena Tony a řada dalších divadelních ocenění. Její syn Campbell Scott se stal také hercem a režisérem.